# Katarina Tolgfors
Mia Katarina Margareta Tolgfors, född 25 januari 1967 i Sydkorea, är en svensk politiker (moderat). Hon är riksdagsledamot (statsrådsersättare) sedan 2022 för Örebro läns valkrets.
Tolgfors kandiderade i riksdagsvalet 2022 och blev ersättare. Hon är statsrådsersättare för Elisabeth Svantesson sedan 18 oktober 2022. I riksdagen är Tolgfors suppleant i utbildningsutskottet och utrikesutskottet.
Katarina Tolgfors har tidigare varit gift med Sten Tolgfors.